# Betta falx
Betta falx är en fiskart som beskrevs av Tan och Kottelat, 1998. Betta falx ingår i släktet Betta och familjen Osphronemidae. Inga underarter finns listade.